# Дойч, Юлиус
Ю́лиус До́йч (нем. Julius Deutsch; 2 февраля 1884, Лаккенбах, Австро-Венгрия — 17 января 1968, Вена, Австрия) — австрийский политик, член Социал-демократической рабочей партии, депутат Национальрата в 1920—1933 годах.

## Биография
В ноябре 1918 года был приглашён в Министерство обороны на пост помощника статс-секретаря, а в марте 1919 года сам стал статс-секретарём и оставался им до октября 1920 года. В 1923 году стал основным организатором и главой Республиканского шуцбунда, созданного в противовес христианско-социальному хеймверу и явившегося основной частью немецко-австрийского фольксвера.
Президент Социалистического рабочего спортивного интернационала в 1927—1934 годах.
После прихода нацистов к власти ими была сожжена книга Дойча «Вермахт и социал-демократия».
После поражения шуцбунда в гражданской войне 1934 года и последующего запрета Социал-демократической рабочей партии бежал в Брно. В 1936—1939 годах как генерал интербригад участвовал в гражданской войне в Испании.
В 1939 году поселился в Париже и участвовал в работе заграничного отделения австрийских социалистов. После оккупации Франции Нацистской Германией, опасаясь репрессий из-за своей еврейской национальности, иммигрировал в США. В 1946 году вернулся в Австрию, где до 1951 года возглавлял издательство социалистов.
В 1951 году женился на писательнице Адриенне Томас. После его смерти дом по адресу Гринцингер-Аллее, 54, в котором он проживал, был назван его именем (Юлиус-Дойч-Хоф).
Отец Густава Дойча (Дейча) был расстрелян в 1938 в СССР. Дядя социолога Карла Дойча.

## Избранные сочинения
Книги

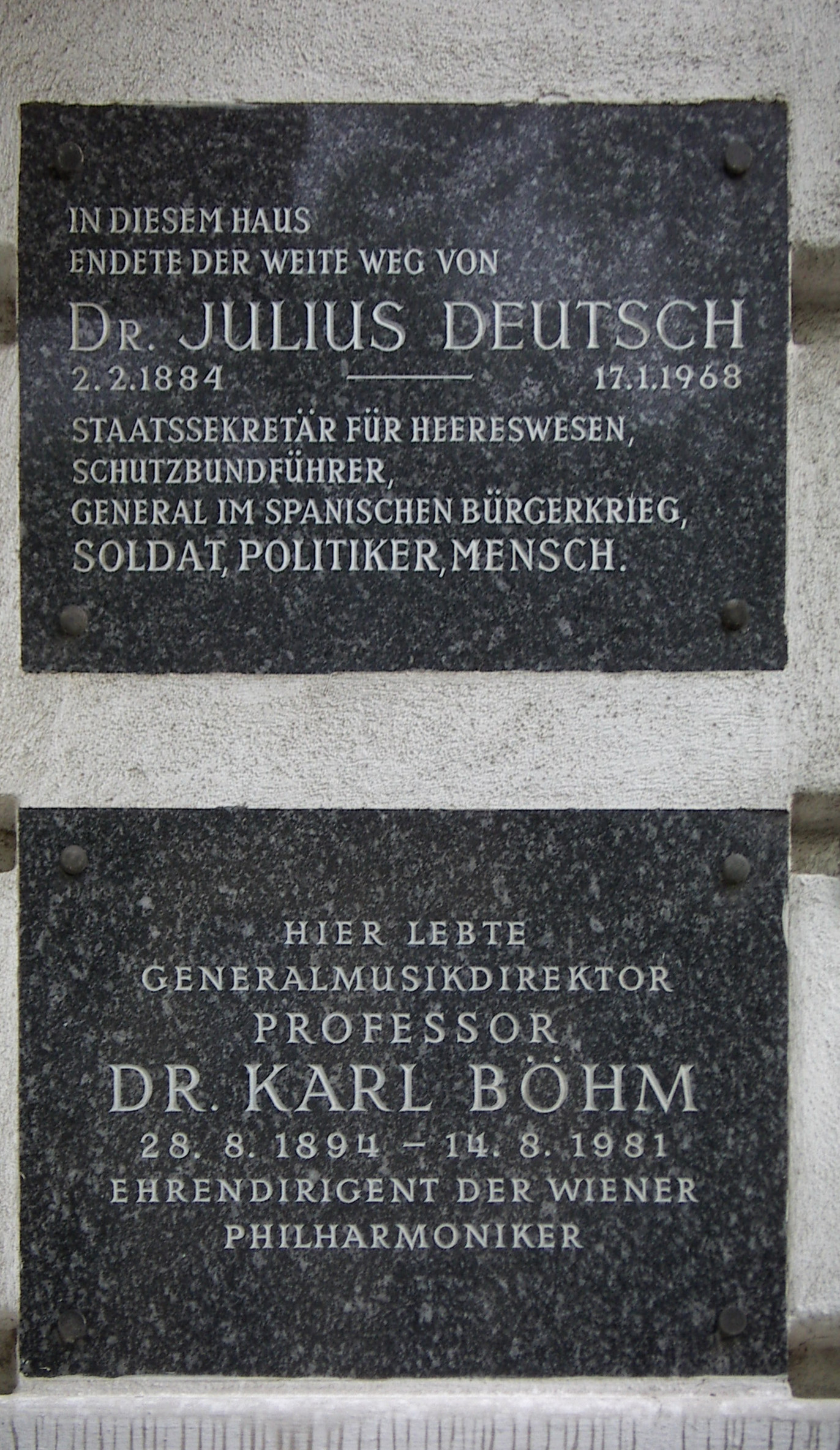
Мемориальная доска в кадастровой общине Гринцинг, Вена

- Deutsch, Julius. Antifaschismus. Proletarische Wehrhaftigkeit im Kampfe gegen den Faschismus. — Wien, 1926.
- Deutsch, Julius. Wehrmacht und Sozialdemokratie. — Berlin, 1927.

Статьи
в «Aufbau»:
- Die politische Emigration spricht. // № 14. — 3. April 1942. — S. 5.
- Das neue Oesterreich. // № 45. — 5. November 1943. — S. 1.
- Die neue Regierung in Oesterreich. // № 18. — 4. Mai 1945. — S. 3.

в «Neuen Vorwärts»:
- Reiseeindruecke in Amerika. // № 84. — 20. Januar 1935. — Beilage, S. 1.

в «Pariser Tageszeitung»:
- Von der Defensive in die Offensive. // № 406. — 24. Juli 1937. — S. 1.
- Spaniens Freiheitskampf — die Ehre der Demokratie. // № 568. — 2. Januar 1938. — S. 2.

в «Sozialistische Warte»:
- Eine eindeutige Antwort. // № 33. — 18. August 1939. — S. 793.